# Sufflamen bursa
Sufflamen bursa és un peix teleosti de la família dels balístids i de l'ordre dels tetraodontiformes que es troba des de les costes de l'Àfrica oriental fins a les Hawaii, les Illes Marqueses, sud del Japó, la Gran Barrera de Corall i Nova Caledònia.
Pot arribar als 25 cm de llargària total.